# Bahnstrecke Hanoi–Đồng Đăng
| Eröffnungsfeier am 24. Dezember 1894 |                                      |                                |                                |
| Streckenlänge: | 168 km                               |                                |                                |
| Spurweite: | Früher: 600 mm Heute: 1000 / 1435 mm |                                |                                |
| Maximale Neigung: | 30 ‰                                 |                                |                                |
| |                                      |                                |                                |
| \| \| \| nach Ho-Chi-Minh-Stadt[1] \| \| \| \| \| Hà Nội \| \| \| \| \| Long Biên \| \| \| \| \| Long-Biên-Brücke \| \| \| \| \| Beginn Dreischienengleis \| \| \| \| \| Gia Lâm \| \| \| \| \| nach Hải Phòng \| \| \| \| \| Yên Viên \| \| \| \| \| von Lào Cai, Dreischienengleis \| \| \| \| \| Từ Sơn \| \| \| \| \| Lim \| \| \| \| \| Bắc Ninh \| \| \| \| \| Thị Cầu \| \| \| \| \| Sen Hồ \| \| \| \| \| Nui-Tiet \| \| \| \| \| Bắc Giang \| \| \| \| \| Phố Tráng \| \| \| \| \| von Hạ Long, Normalspur \| \| \| \| \| Kép \| \| \| \| \| nach Thái Nguyên, Normalspur \| \| \| \| \| Voi Xô \| \| \| \| \| Phố Vị \| \| \| \| \| Bắc Lệ \| \| \| \| \| Sông Hòa \| \| \| \| \| Chi Lăng \| \| \| \| \| Đồng Mỏ \| \| \| \| \| Bắc Thủy \| \| \| \| \| Bản Thí \| \| \| \| \| Yên Trạch \| \| \| \| \| Lạng Sơn \| \| \| \| \| Đồng Đăng \| \| \| \| \| \| \| \| \| \| Nam Quan \| \| \| \| \| Ende Dreischienengleis \| \| \| \| \| Grenze Vietnam / China \| \| \| \| \| nach Pingxiang, Normalspur \| \| \| \| \| \| \| \| \| \| Ban-Trang \| \| \| \| \| Na-Cham \| \| |                                      |                                |                                |
| Strecke |                                      | nach Ho-Chi-Minh-Stadt         | nach Ho-Chi-Minh-Stadt         |
| Bahnhof |                                      | Hà Nội                         | Hà Nội                         |
| Haltepunkt / Haltestelle |                                      | Long Biên                      | Long Biên                      |
| Brücke über Wasserlauf |                                      | Long-Biên-Brücke               | Long-Biên-Brücke               |
| ehemalige Grenze |                                      | Beginn Dreischienengleis       | Beginn Dreischienengleis       |
| Bahnhof |                                      | Gia Lâm                        | Gia Lâm                        |
| Abzweig geradeaus, nach rechts und von rechts |                                      | nach Hải Phòng                 | nach Hải Phòng                 |
| Bahnhof |                                      | Yên Viên                       | Yên Viên                       |
| Abzweig geradeaus und nach links |                                      | von Lào Cai, Dreischienengleis | von Lào Cai, Dreischienengleis |
| Bahnhof |                                      | Từ Sơn                         | Từ Sơn                         |
| Bahnhof |                                      | Lim                            | Lim                            |
| Bahnhof |                                      | Bắc Ninh                       | Bắc Ninh                       |
| Bahnhof |                                      | Thị Cầu                        | Thị Cầu                        |
| Bahnhof |                                      | Sen Hồ                         | Sen Hồ                         |
| Haltepunkt / Haltestelle |                                      | Nui-Tiet                       | Nui-Tiet                       |
| Bahnhof |                                      | Bắc Giang                      | Bắc Giang                      |
| Bahnhof |                                      | Phố Tráng                      | Phố Tráng                      |
| Abzweig geradeaus und von rechts |                                      | von Hạ Long, Normalspur        | von Hạ Long, Normalspur        |
| Bahnhof |                                      | Kép                            | Kép                            |
| Abzweig geradeaus und ehemals nach links |                                      | nach Thái Nguyên, Normalspur   | nach Thái Nguyên, Normalspur   |
| Bahnhof |                                      | Voi Xô                         | Voi Xô                         |
| Bahnhof |                                      | Phố Vị                         | Phố Vị                         |
| Bahnhof |                                      | Bắc Lệ                         | Bắc Lệ                         |
| Bahnhof |                                      | Sông Hòa                       | Sông Hòa                       |
| Bahnhof |                                      | Chi Lăng                       | Chi Lăng                       |
| Bahnhof |                                      | Đồng Mỏ                        | Đồng Mỏ                        |
| Bahnhof |                                      | Bắc Thủy                       | Bắc Thủy                       |
| Bahnhof |                                      | Bản Thí                        | Bản Thí                        |
| Bahnhof |                                      | Yên Trạch                      | Yên Trạch                      |
| Bahnhof |                                      | Lạng Sơn                       | Lạng Sơn                       |
| Bahnhof |                                      | Đồng Đăng                      | Đồng Đăng                      |
| Strecke von links · Abzweig ehemals geradeaus und nach rechts |                                      |                                |                                |
| Dienststation / Betriebs- oder Güterbahnhof · Strecke (außer Betrieb) |                                      | Nam Quan                       | Nam Quan                       |
| Grenze · Strecke (außer Betrieb) |                                      | Ende Dreischienengleis         | Ende Dreischienengleis         |
| Grenze · Strecke (außer Betrieb) |                                      | Grenze Vietnam / China         | Grenze Vietnam / China         |
| Strecke · Strecke (außer Betrieb) |                                      | nach Pingxiang, Normalspur     | nach Pingxiang, Normalspur     |
| Tunnel (Strecke außer Betrieb) |                                      |                                |                                |
| Bahnhof (Strecke außer Betrieb) |                                      | Ban-Trang                      | Ban-Trang                      |
| Kopfbahnhof Streckenende (Strecke außer Betrieb) |                                      | Na-Cham                        | Na-Cham                        |

Die Bahnstrecke Hanoi–Đồng Đăng ist eine der beiden vietnamesischen Eisenbahnstrecken mit einem Grenzübergang in die Volksrepublik China. Ursprünglich als 600 mm Schmalspur ausgeführt, wurde die Bahnstrecke Anfang des 20. Jahrhunderts auf die in Vietnam übliche Meterspur umgespurt. Nach dem Anschluss an China wurde eine dritte Schiene in der dort üblichen Normalspur angelegt.

## Vorgeschichte
Die Bahnstrecke entstand als ein Projekt der französischen Kolonialarmee in der damaligen Kolonie Französisch-Indochina.
Die Armee unterhielt in Lạng Sơn an der chinesischen Grenze eine große, aber aufgrund schlecht ausgebauter Verbindungswege isolierte Festung. Um deren Anbindung zu verbessern, wünschte sich das Militär einen Eisenbahnanschluss an Hanoi. Die Machbarkeit einer solchen Bahnstrecke wurde ab 1887 untersucht und eine 101 km lange Variante schließlich am 24. April 1889 genehmigt. Da es sich um eine Militäreisenbahn handelte und die französische Firma Decauville, einer der führenden Hersteller von Feldbahnmaterial in der Spurweite 600 mm, entsprechend erfolgreiche Lobbyarbeit in Paris leistete, fiel die Entscheidung zu Gunsten einer Eisenbahn in dieser Spurweite und Decauville erhielt den Auftrag für die Materiallieferungen.

## Bau
Der Bau der Strecke war technisch relativ einfach. Sie folgte dem Tal des Sông Thương. Größere Ingenieurbauwerke waren nicht erforderlich. Der Baufortschritt war gleichwohl schleppend, weil die Qualität des aus Frankreich gelieferten Materials zu wünschen übrig ließ. Hinzu kamen Streitereien zwischen Zivil- und Militärverwaltung, organisatorische Probleme auf Seiten des mit dem Bau beauftragten Unternehmens, Überfälle auf Baustellen und Unzufriedenheit der Arbeiter über Arbeitsbedingungen, Unterbringung und hygienische Verhältnisse, die massenweise die Baustellen verließen.

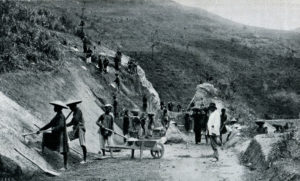
Trassierung der Strecke

Die Bauarbeiten wurden von Charles Vèzin (* 25. Januar 1840 in Bassou (Yonne); † 1919) als Subunternehmer der Firma Soupe and Co geleitet, der mit seinem Landsmann Paul Bert 1886 in Indochina angekommen war. Er hatte zuvor schon in Frankreich den 15 km langen dritten Streckenabschnitt von Cravan nach Avallon, den 25 km langen zweiten Streckenabschnitt von Prautoy nach Is-sur-Tille sowie die zusammen 30 km langen vierten und fünften Streckenabschnitte von Auxerre nach Gien errichtet. Er wurde am 1. Juli 1892 bei  Kilometer 45, zwischen Singanh und Bac-lê von einer mit Winchester-Gewehren bewaffneten Bande von etwa 20 chinesischen Bauarbeitern bis mindestens 22. Juli 1892 als Geisel genommen, um ein Lösegeld zu erpressen. Am 12. September 1892 wurde von seiner zuvor erfolgten Freilassung berichtet.

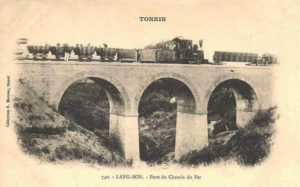
Aufwendig gebaute Brücke

Nach seiner Freilassung kam es zu weiteren Entführungen: Am 28. Juli 1893 wurde Herr Roty, ein Mitarbeiter der Firma Daniel et Cie, an der Pont des Singes, einer der aus Metall errichteten Eisenbahnbrücke, beim Dorf Song-Hoa, nur 800 Meter von der Suibiuc-Miliz und wenige Kilometer von Bac-lê entfernt, gefangengenommen. Er wurde von chinesischen Geiselnehmern in ein Lager gebracht, in dem bereits dreißig Annamesische Gefangene und viele von den Geiselnehmern entführte Frauen gefangen gehalten wurden. Am 5. August 1893 wurde Herr Bouyer an der im Bau befindlichen Eisenbahnlinie entführt und am 11. September 1893 kam Herr Piganiol bei einem Angriff ums Leben. Am 11. Oktober 1893 wurde Fritz Humbert-Droz entführt.
Die Strecke wurde abschnittsweise eröffnet. Nach fünf Jahren Bauzeit mit zahlreichen Toten und Kosten von 6 Mio. Francs konnte am 24. Dezember 1894 der letzte Abschnitt der Bahn nach Lạng Sơn in Betrieb genommen werden.
Am 10. Februar 1896 wurde die Militäreisenbahn der Zivilverwaltung mit dem Ziel übergeben, sie in ein Eisenbahnsystem für die Kolonie zu integrieren. Dazu musste sie allerdings auf die Standard-Spurweite von Französisch-Indochina, die Meterspur umgespurt werden, nachdem der französische Aristokrat Henri-Philippe Marie d'Orléans die Behörden wegen der groben Inkompetenz bei der Vermessung, dem Bau und der Auswahl der Schienenfahrzeuge gerügt hatte: Die kleinen Decauville-Lokomotiven konnten im bergigen Gelände mit Steigungen von bis zu 30 mm/m kaum Züge von mehr als drei Waggons ziehen, und das Gleismaterial nutzte sich schnell ab und musste ständig erneuert werden. Die Umspurung zog sich ab 1899 bis zum 8. April 1902 hin. Gleichzeitig erhielt die Bahnstrecke in Hanoi Anschluss an das dort bestehende Netz. 1908 wurde die Strecke im Norden bis Đồng Đăng verlängert, was durchaus schon in der Erwartung geschah, sie von dort nach China weiter zu führen. Als auf chinesischer Seite diese Anbindung nicht zustande kam, verwendete die Compagnie des chemins de fer de l'Indochine (CFI) 1921 die für den Grenzanschluss bereits bereitliegenden Materialien zu einer Verlängerung der Strecke bis Na-Cham um 16 km. Erst 1939 schien sich das Projekt einer grenzüberschreitenden Strecke wieder Realität zu werden. Die CFI baute ein Gleis von Đồng Đăng bis an die Grenze, zum neuen Grenzbahnhof Nam-Quan. Durch den Japanisch-Chinesischen Krieg wurde die Strecke auf chinesischer Seite aber doch nicht gebaut.

## Betrieb

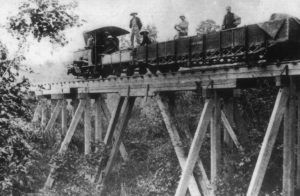
5 t schwere zweiachsige Dampflok während der Bauarbeiten

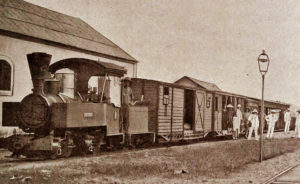
9,5 t schwere vierachsige Mallet-Lokomotive mit einem Personenzug mit Güterbeförderung

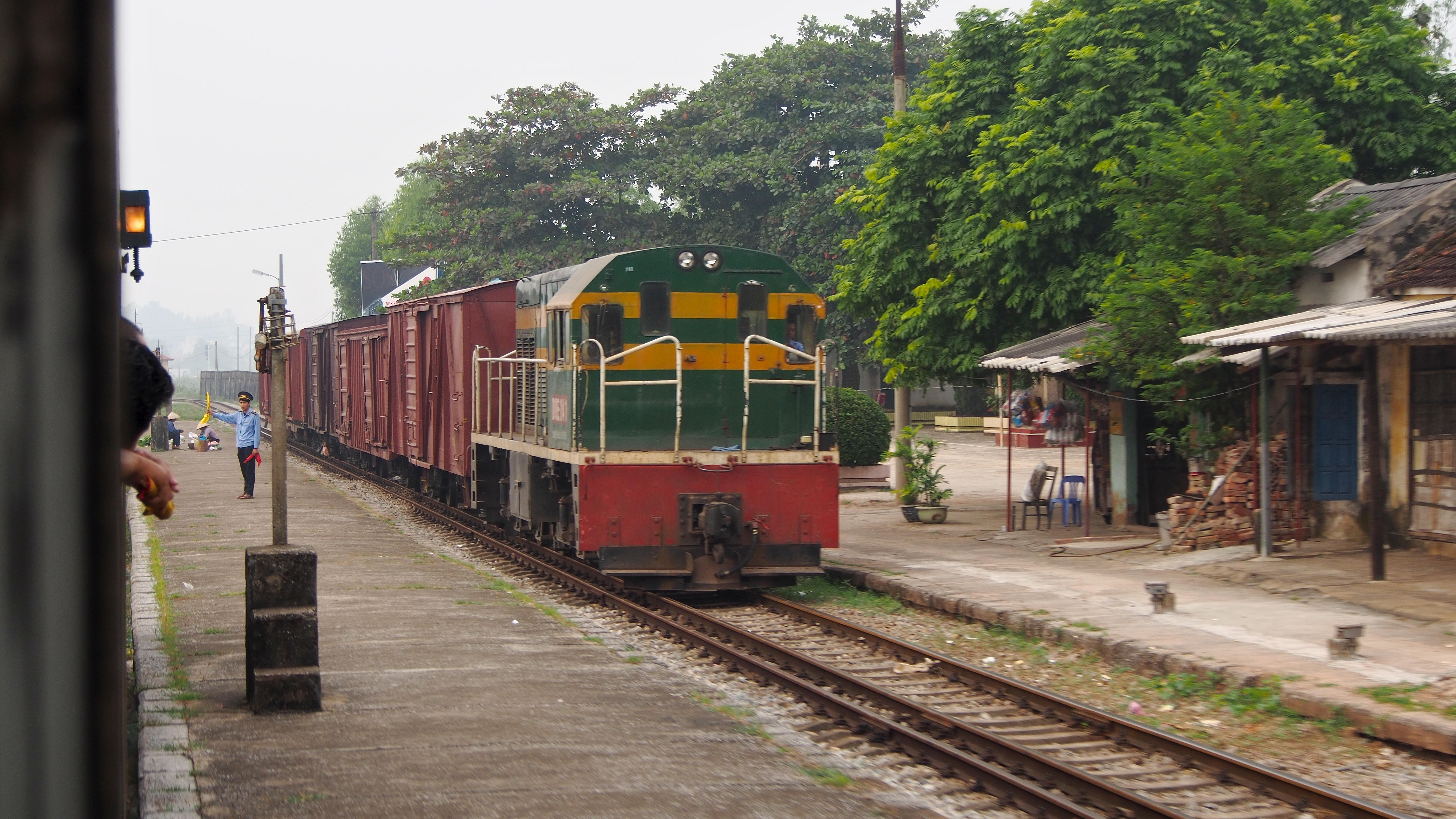
Die Strecke ist heute mit einem Dreischienengleis in Meter- und Normalspur ausgestattet

Die 600 mm-Bahn wurde anfangs mit nur drei Decauville-Lokomotiven betrieben. Die drei jeweils 5 t schweren Lokomotiven Nr. 40, 62 und 80 wurden vor dem Export auf der Weltausstellung Paris 1889 vorgeführt.
| Nr. | Name                   | Hersteller | Achsfolge        | Gewicht |
| --- | ---------------------- | ---------- | ---------------- | ------- |
| 40  | “Amiral Courbet”       | Decauville | 0-4-0T           | 5 t     |
| 62  | “Langson”              | Decauville | 0-4-0T           | 5 t     |
| 80  | “Haiphong”             | Decauville | 0-4-0T           | 5 t     |
| 83  | “Eugène Étienne”       | Decauville | 0-4-4-0 “Mallet” | 9,5 t   |
| 84  | “Phu-Lang-Thuong”      | Decauville | 0-4-4-0 “Mallet” | 9,5 t   |
| 85  | “Commandant Rivière”   | Decauville | 0-4-4-0 “Mallet” | 9,5 t   |
| 86  | “Carnot”               | Decauville | 0-4-4-0 “Mallet” | 9,5 t   |
| 126 | “Commandant de Lagrée” | Decauville | 0-4-4-0 “Mallet” | 9,5 t   |
| 188 | “Kinh Luoc”            | Decauville | 0-4-4-0 “Mallet” | 9,5 t   |
| 195 | “Francis Garnier”      | Decauville | 0-4-4-0 “Mallet” | 9,5 t   |

Nach der Umspurung auf Meterspur war aufgrund des verwendeten leichten Schienenmaterials für diese als Nebenbahn betrachtete Strecke der Fahrzeugübergang von der Trans-Indochina-Bahn und der Yunnan-Bahn nur mit Beschränkungen möglich.
Vor dem Zweiten Weltkrieg sah der Fahrplan auf der Strecke täglich sechs bis acht Zugpaare vor – einige wurden mit Schienenbussen gefahren. Von diesen acht Zugpaaren verkehrte allerdings nur eines bis zum Streckenende, Na-Cham. Da der Anschluss nach China nicht zustande kam und sich die Wirtschaft auf die Bereiche um Hanoi und Haiphong konzentrierte, war der Güterverkehr auf der Strecke schwach. Größter Kunde blieb hier das Militär.
Die Strecke litt, wie das ganze Land, in drei aufeinander folgenden Kriegen, dem Zweiten Weltkrieg, dem Indochinakrieg und dem Vietnamkrieg. Nachdem die Indochinakonferenz vom 21. Juli 1954 den Indochinakrieg beendet hatte, entstand zugleich im Norden das mit der Volksrepublik China verbündete kommunistische Nordvietnam. Dies gab dem Bau einer chinesischen Eisenbahnanbindung an die Strecke Hanoi–Đồng Đăng chinesischerseits eine hohe Priorität. Der Lückenschluss wurde 1955 vollzogen. Allerdings nutzt die Chinesische Eisenbahn Normalspur. Dies führte in der Folgezeit zum Bau eines Dreischienengleises, das heute von der Grenze bis in den Bahnhof Gia Lam reicht.
Zweimal wöchentlich gibt es eine durchgehende Schlafwagenverbindung zwischen Hanoi und Peking über die Strecke, die mit normalspurigen Fahrzeugen gefahren wird.